# Riforma Gabo
Col nome di riforma Gabo (갑오 개혁?, 甲午改革?, Gab-o gaehyeokLR, Kabo KaehyŏkMR) viene indicata una serie di riforme introdotte in Corea (all'epoca chiamata Joseon) a partire dal 1894 sotto il regno di re Gojong.
Simile alla Restaurazione Meiji avvenuta in Giappone, produsse una serie di cambiamenti radicali nella struttura politica e sociale del paese:
1. La Corea è stato indipendente e sovrano (volendone sottolineare l'indipendenza dalla Cina).
2. Il controllo del governo è affidato solamente al Re e non all'élite delle classi colte.
3. Le persone di talento devono essere aiutate a proseguire gli studi.
4. L'esercito è basato sulla coscrizione, a prescindere dalle famiglie di provenienza.
5. Gli incarichi governativi verranno assegnati solo sulla base del merito.
6. La lavorazione dei pellami, il mestiere dell'attore ed altre occupazioni non verranno più considerate professioni degradanti.
7. Vengono aboliti la schiavitù e il sistema delle classi sinbun.

All'epoca, la dinastia Joseon a capo del paese era intensamente pressata ad aprire il paese e modernizzarlo, con Russia, Giappone e Stati Uniti a competere per acquisire influenza sul paese. La riforma Gabo fu principalmente opera di un gruppo di politici pro-giapponesi.
Il nome "Gabo" (갑오?, 甲午?) deriva dal nome dell'anno 1894 secondo il ciclo tradizionale sessagesimale coreano.